# 蛙泳

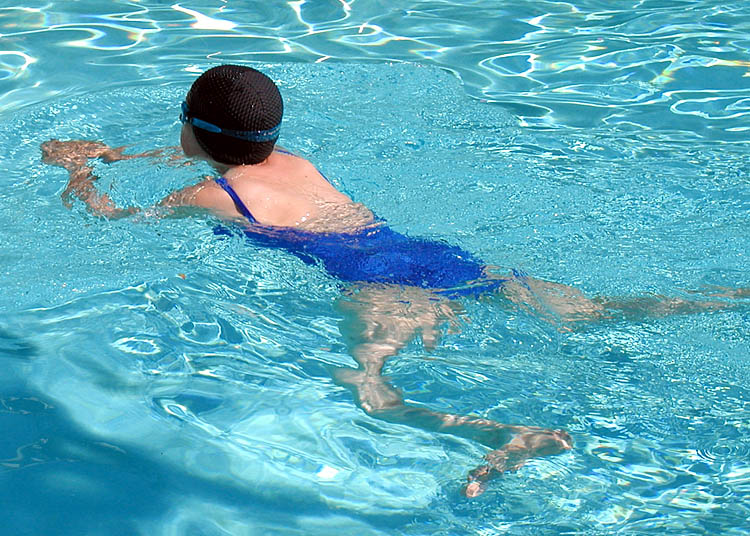
蛙泳

蛙类的游水姿态

蛙泳（又稱蛙式、俯泳、胸泳）是模仿青蛙游泳的一種游泳姿勢。與爬泳、仰泳不同，這種姿勢可以讓游泳者保持頭部向前前進，游泳者可以方便觀察前方是否有障礙物，避免撞上不明物體。蛙泳方便游泳者有充裕的時間調整速度，觀察距離，依自己的節奏游。蛙泳必需手與腳與呼吸配合，划水前進。手是先五指微張3~8mm，向前伸直，手向外張划轉一圈回到胸前，再恢復前伸動作。在手划到靠近胸前之時，抬頭出水面以嘴吸口氣，再潜入水中。手部動作前伸後一到三秒，再做腳部划水動作。腳部的動作是兩腿略分，向前屈膝，腳跟與腳掌平行，後蹬，收腿，讓身體向前划行，如此配合連續動作。蛙泳是游泳泳姿中速度最慢的一种，但是适合长距离游泳。

## 外部連結
- Swim.ee: Detailed discussion of swimming techniques and speeds